# District de Guéret
Le district de Guéret est une ancienne division territoriale française du département de la Creuse de 1790 à 1795.
Il était composé des cantons de Guéret, Ahun, Bonnat, Pionnat et Saint Vaulry.